# Ант (атолл)

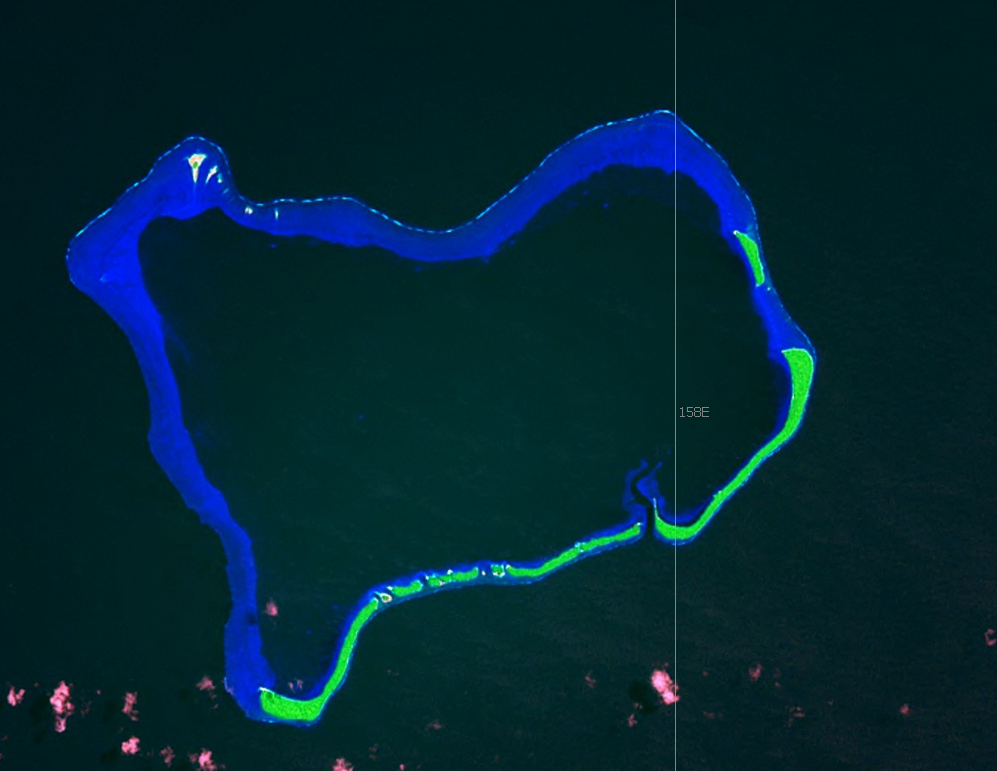
Вид из космоса

Ант (англ. Ant) — атолл, часть островов Сенявина в Тихом Океане. Атолл принадлежит Федеративным Штатам Микронезии, относится к муниципалитету Сокехс штата Понпеи.

## География
Общая площадь атолла составляет 99 км². Площадь суши — 1,86 км².

## Население
Атолл необитаем.